# Calton (Glasgow)
Calton, conhecido localmente como The Calton, é um bairro da cidade escocesa de Glasgow. Está situado ao norte do rio Clyde e a leste do centro da cidade. O marco mais famoso de Calton é o mercado de rua Barras e o Barrowland Ballroom, um dos principais locais musicais de Glasgow.